# Узел связи (военное дело)
Узел связи (УС) — организационно-техническое объединение сил и средств связи и средств автоматизированного управления войсками, развёрнутых на пункте управления (ПУ) или в пункте распределения (коммутации) каналов (сообщений) для обмена информацией в процессе управления войсками (силами); элемент системы связи. 
В зависимости от места, характера и способов размещения и оборудования узлы связи могут быть стационарными или подвижными. По своему назначению различают: узел связи пункта управления (УС ПУ), вспомогательные и опорные. 
В состав узла связи могут входить: 
- группа (группы) командно-штабных машин;
- группа (группы) комплексных аппаратных связи;
- радиоцентр или группа радиостанций средней мощности;
- центр (станция) телефонной связи;
- центр (группа, станция) передачи данных и документальных сообщений;
- центр (группа) каналообразования;
- автоматический коммутационный центр;
- центр (группа) средств автоматизированного управления войсками;
- центр (группа) средств электроснабжения;
- пункт управления узла связи (ПУ УС);
- станция фельдъегерско-почтовой связи;
- посадочная площадка для вертолётов (самолётов) связи;
- группа технического обслуживания.

Узел связи пункта управления (УС ПУ), как элемент системы связи объединения (соединения), предназначен для обеспечения должностных лиц (ком-ров и операт. состава ПУ) связью с вышестоящими, подчинёнными и взаимодействующими штабами (ком-рами), а также для организации (осуществления) внутренней связи на ПУ.
Вспомогательный узел связи — элемент системы связи, предназначенный для осуществления связи с войсками (силами), действующими на значительном удалении от пункта управления ст. штаба и опорных УС, а также с частями, не имеющими сил и средств для организации непосредственной связи с ПУ старшего штаба или для привязки их пункта управления к опорным УС.
Опорный узел связи — элемент опорной сети связи. Развёртывается на пересечении осевых и рокадных линий связи; служит для образования каналов (трактов), распределения (коммутации) каналов, трактов, а также сообщений или их фрагментов и для передачи (доведения) их на узел связи пункта управления и вспомогательный узел связи.
Подвижный узел связи — элемент подвижного пункта управления, предназначенный для обеспечения связи в операциях (боевых действиях) войск (сил), а в мирное время — на учениях и манёврах. Подвижные узлы связи являются основными элементами полевых систем связи. Они оборудуются: 
- полевые — на автомобилях (бронированной транспортной базе);
- воздушные (бортовые) — на лётно-подъёмных средствах;
- корабельные — на кораблях (плавсредствах);
- железнодорожные — в вагонах (на платформах).

Стационарный узел связи — элемент стационарного пункта управления, предназначенный для обеспечения связи в условиях повседневной деятельности войск (сил) в мирное время, в угрожаемый период и начальный период войны. Оборудуется в защищённых и незащищённых сооружениях. Составляют основу стационарной сети связи и входит в состав тер. сети связи.
Узел связи особого назначения — элемент системы связи стратег. и оперативно-стратегических звеньев управления. Предназначен для сопряжения стационарных и полевых (прифронтовых) сетей связи на ТВД.